# Siegfried Lefanczik
Siegfried Lefanczik (ur. 4 lipca 1930 w Gdańsku, zm. 8 lutego 2016 w Genthinie) – niemiecki lekkoatleta, chodziarz, olimpijczyk. Podczas swojej kariery reprezentował Niemiecką Republikę Demokratyczną. 

## Życiorys
Zajął 7. miejsce w chodzie na 20 kilometrów na mistrzostwach Europy w 1958 w Sztokholmie. Wystąpił na tym dystansie we wspólnej reprezentacji Niemiec na igrzyskach olimpijskich w 1960 w Rzymie, lecz został zdyskwalifikowany na 3 kilometry przed metą.
Był mistrzem NRD w chodzie na 10 kilometrów w 1955 oraz brązowym medalistą w chodzie na 20 kilometrów w 1957 i 1960 i w chodzie na 50 kilometrów w 1960.

## Rekordy życiowe
Rekordy życiowe Lefanczika:
- chód na 20 kilometrów – 1:31:10 (11 maja 1960, Genthin)[6]